# Rodolfo Bonaccorsi
Rodolfo Bonaccorsi (Livorno, 8 aprile 1917 – ...) è stato un calciatore italiano, di ruolo difensore.

## Carriera
Giocò per quattro stagioni in Serie A con il Livorno.

## Palmarès

### Club

#### Competizioni nazionali
- Serie B: 1

Livorno: 1936-1937